# 叶麂
叶麂（學名：Muntiacus putaoensis），又名葉鹿，在近年才被發現的新哺乳動物。1997年，生物學家艾倫·拉賓諾維茨（Alan Rabinowitz）在緬甸北部地區克欽邦的偏遠山區進行野外考察時，發現了一具動物屍體。在驗証初時他只認為是其他種的幼體，但經過驗証後卻發現原來是新種——一頭成年的雌性葉麂。經過遺傳檢測所得的標本後，他確認此為新的種。當地獵人一直以葉鹿去稱呼此種，這是因為這物種小得足以被一塊大的葉片完全包裹起來。

## 分佈及棲地
葉麂的分佈曾一度認為十分狹窄，只在緬甸茂密的森林區，位於東北部葡萄縣（Putao）至胡康河谷（Hukawng Valley）內被發現，這也是其種小名的因來；及在邁立開江的南方支流內出沒。生活於海拔450至600米的高地上，正好是熱帶雨林及溫帶地交界地區。在2002年，葉麂也在印度東北部与中国有领土争议的阿魯納恰爾邦（中国称藏南）的那德哈国家公园（Namdapha National Park）內被發現。及後又在阿魯納恰爾邦(藏南)的勞哈特（Lohit）及长朗县（Changlang）發現其身影。葉麂的分佈才進一步擴闊至整個山區地方。

## 保护
本种于2023年被收录入《有重要生态、科学、社会价值的陆生野生动物名录》。